# Nowe Ostrowy
Nowe Ostrowy è un comune rurale polacco del distretto di Kutno, nel voivodato di Łódź.
Ricopre una superficie di 71,56 km² e nel 2004 contava 3 944 abitanti.